# Kozlowski-Denkmal

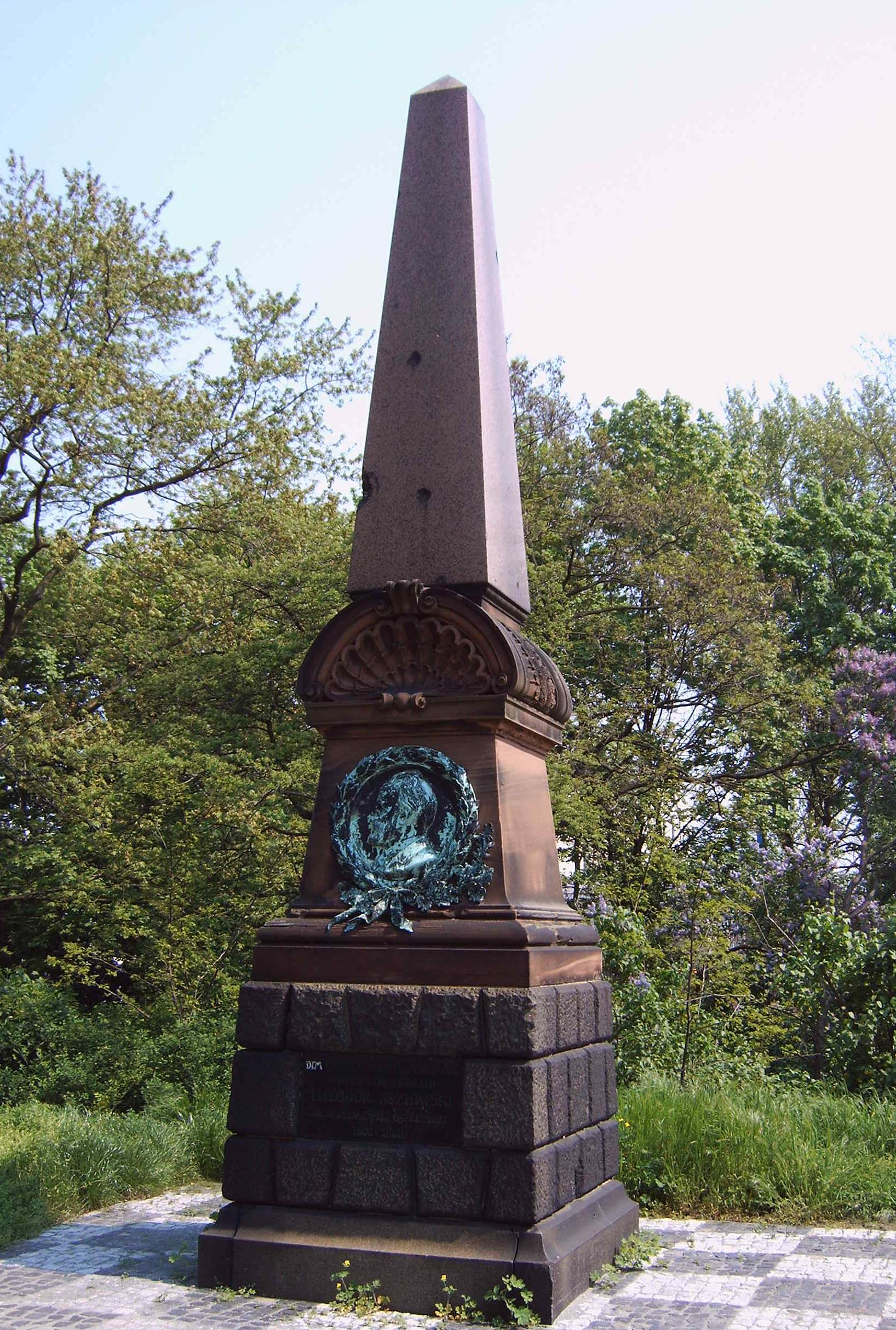
Kozlowski-Denkmal

Das Kozlowski-Denkmal ist ein zu Ehren von Theodor Kozlowski errichtetes Denkmal in Magdeburg. Das als Obelisk gestaltete Denkmal befindet sich am östlichen Ufer der Stromelbe an der Straße Kleiner Werder im Magdeburger Stadtteil Werder.

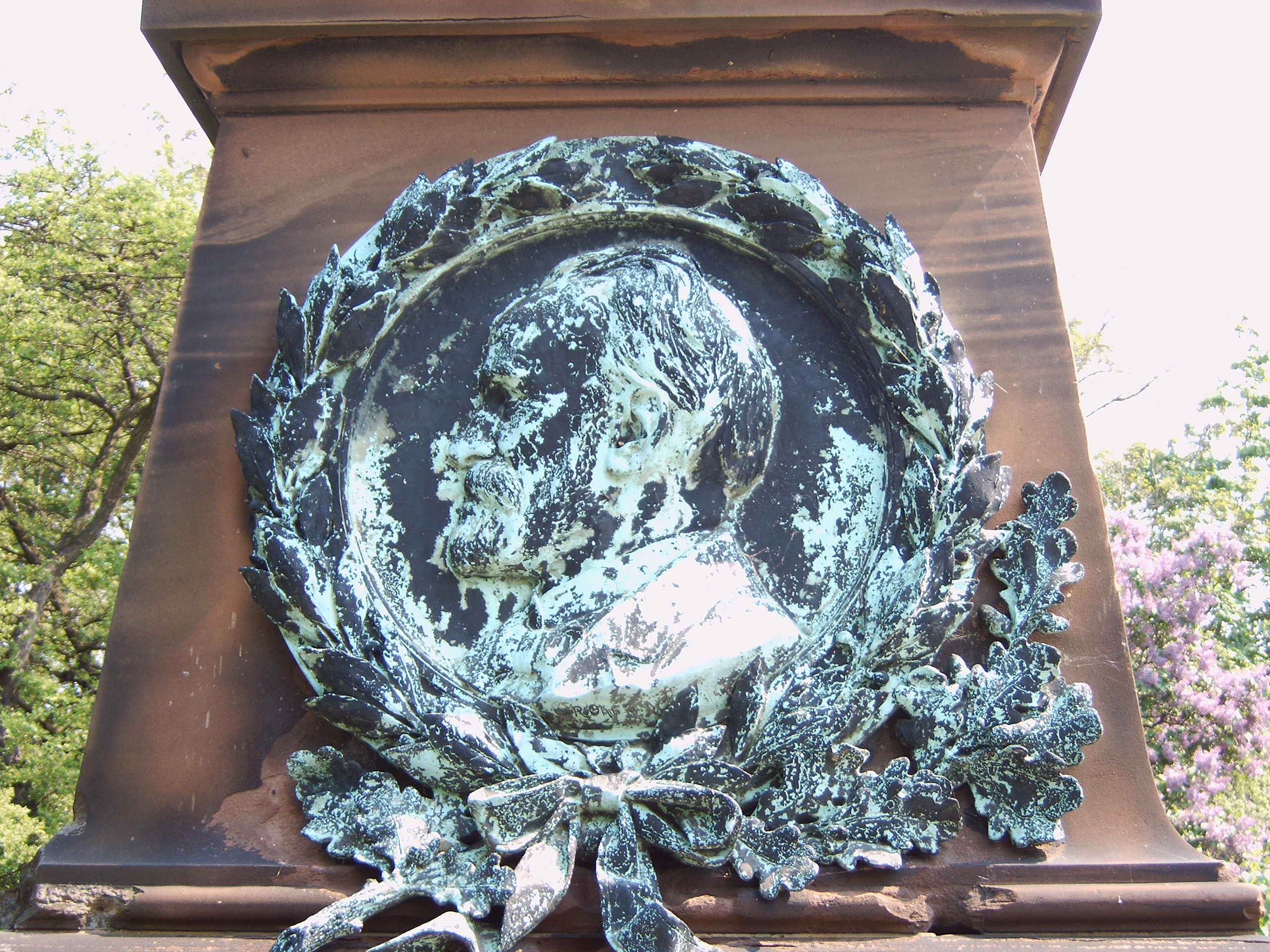
Relief-Porträt

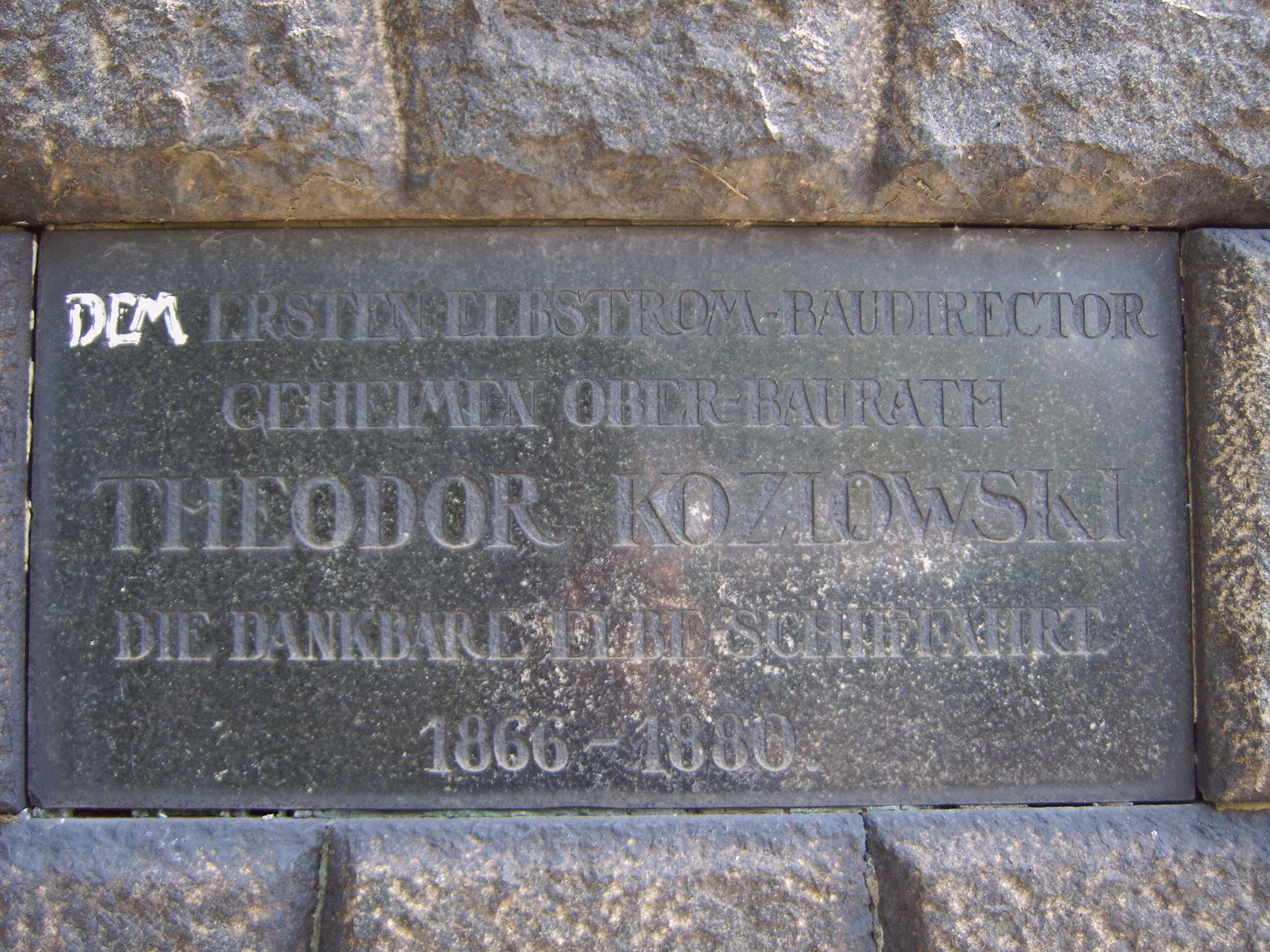
Inschrift

Es erinnert an den von 1866 bis 1880 als Elbstrombaudirektor tätigen Bauingenieur und preußischen Baubeamten Theodor Kozlowski, der maßgeblich an der Regulierung der bis dahin noch weitgehend frei fließenden Elbe beteiligt war. Die Stiftung des Denkmals erfolgte durch die Elbschiffer als Dank für Kozlowskis Wirken noch zu seinen Lebzeiten. Unter ökologischen Gesichtspunkten werden heute die umfangreichen Regulierungsmaßnahmen des frei fließenden Stroms deutlich kritischer gesehen.
Das Denkmal wurde 1900 von den Bauräten Poetsch (Berlin) und Eggemann (Magdeburg) entworfen und 1900 enthüllt. Auf einem hohen Sockel aus dunklem Syenit steht ein sich nach oben verjüngendes Postament aus braunrotem Miltenberger Sandstein, das wiederum einen Obelisk aus poliertem sächsischen Granit trägt. Auf der Vorderseite des Postaments ist eine Bronze-Plakette mit einem Relief-Porträt Kozlowskis angebracht, die vom Bildhauer Richard Ohmann modelliert und von der Gießerei Lauchhammer ausgeführt wurde.
Am Sockel befindet sich eine Inschrift mit dem Text:
GEHEIMEN OBER-BAURATH

THEODOR KOZLOWSKI

Darunter stehen die Jahreszahlen 1866 und 1880, die Jahre des Beginns und des Endes der Amtszeit Kozlowskis.